# 蒲穆
蒲穆（日语：／ Kaba Atsushi，1879年1月15日—1960年5月21日）是一名日本陸軍軍人，最終軍階為陸軍中將。

## 生平
蒲穆出生於福井縣。1900年畢業於陸軍士官學校第12期，次年任官為陸軍騎兵少尉。之後於1906年進入陸軍大學校，並於1909年自該校第21期畢業。
1920年8月任職於參謀本部，1922年2月晉升為陸軍騎兵上校。同年8月兼任稔彥王附武官。
1924年12月轉任騎兵第5聯隊長，1926年3月晉升為陸軍少將，並擔任第8師團司令部附。
隨後，1927年7月就任騎兵第3旅團長，1928年3月調至陸軍兵器本廠，4月擔任國聯（國際聯盟）陸軍代表，1930年8月回任參謀本部附。翌年，即1931年8月晉升為陸軍中將，並出任陸軍運輸部長。
1932年4月就任第10師團留守司令官，1933年3月轉任第16師團長，1935年8月再度調回參謀本部附。次月，即9月20日進入待命狀態，並於9月25日編入預備役。
1947年11月28日，被列入公職追放仮指定名單。

## 榮譽
位階
- 1901年10月10日 - 正八位[5]

勳章等
- 1940年8月15日 - 紀元二千六百年祝典紀念章[6]

## 著作
翻譯
- 聖雄甘地著（岩波書店，1950年）

## 備註
1. 1 2 3 4 5 6 7 8  福川 2001，223頁.
2. 1 2 3 4 5 6 7  外山 1981，168頁.
3. ↑  外山 1981，165頁.
4. ↑  総理庁官房監査課編『公職追放に関する覚書該当者名簿』日比谷政経会、1949年、「昭和二十二年十一月二十八日 仮指定者」53頁。
5. ↑  『官報』第5484号「叙任及辞令」1901年10月11日。
6. ↑  『官報』第4438号・付録「辞令二」1941年10月23日。